# Hohenroth
Hohenroth település Németországban, azon belül Bajorországban. Lakosainak száma 3591 fő (2023. december 31.). Hohenroth Salz és Niederlauer községekkel határos.

## Népesség
A település népessége az elmúlt években az alábbi módon változott:
| Lakosok száma | 505  | 664  | 2011 | 2493 | 3467 | 3484 | 3533 | 3571 | 3617 | 3591 |
|               | 1875 | 1950 | 1975 | 1987 | 2012 | 2014 | 2016 | 2017 | 2021 | 2023 |